# سلیمان (تیره)
سَلیمان (به لاتین: Charadriidae)، یک تیره‌ از پرندگان و دارای دو زیرخانوادۀ سلیمیان (Charadriinae) و خروس‌کلیان (Vanellinae) است. این تیره دارای ۶۴ تا ۶۶ گونه است.
سلیم، سلیم کوهی و خروس کولی از پرنده‌های این خانواده هستند.

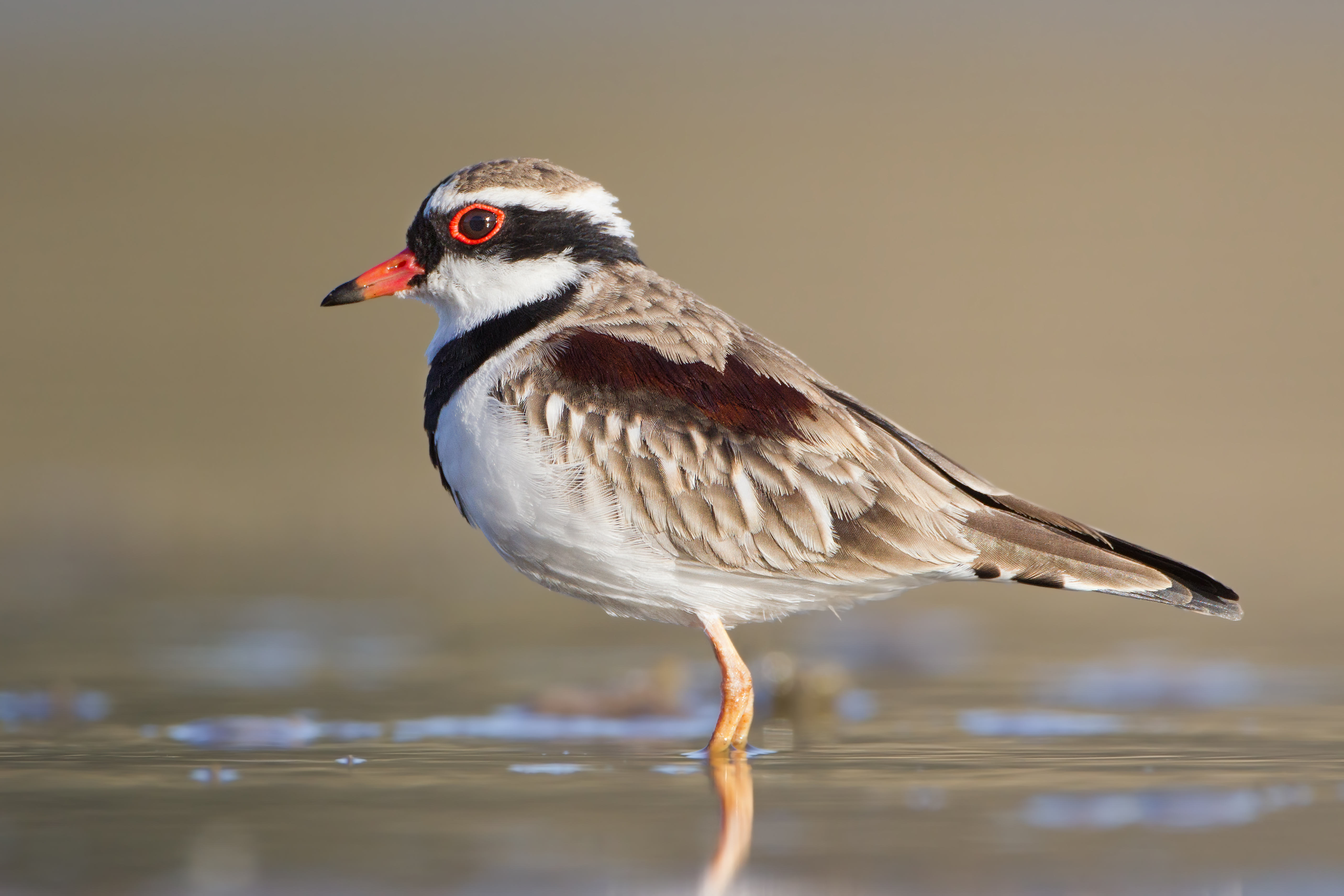
سلیم سینه‌سیاه

## طبقه‌بندی
تیره سَلیمان دارای سه زیرخانواده است:
- زیرتیرۀ خروس‌کلیان دارای ۲۴ گونه
  - سرده خروس‌کلی‌ها (۲۳ گونه)
  - سرده‌  Erythrogonys  (یک گونه)
- زیرتیرۀ سلیمیان دارای ۶ سرده و ۴۳ گونه
  - سرده سلیم‌های شکم‌سیاه (۴ گونه)
  - سرده سلیم‌های طوق‌دار (۳۱ گونه)
  - سرده سلیم‌های کوچک (۲ گونه)
  - سرده‌ Peltohyas (یک گونه)
  - سردۀ Anarhynchus (یک گونه)
  - سردۀ Hoploxypterus (یک گونه)
  - سردۀ سلیم سینه‌سیاه (یک گونه)
  - سردۀ Oreopholus (یک گونه)
  - سردۀ Phegornis (یک گونه)